# مثلث اکس-۷

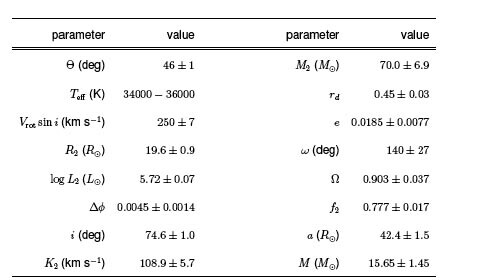
نمایی از پارامترهای انتخاب‌شده برای M33 X-7؛ عدم قطعیت‌ها با یک انحراف استاندارد مطابقت دارند.

مثلث اکس-۷ یا مسیه اکس-۷ (به انگلیسی: m33 X-7) یک ساختار سیاهچاله دوتایی است که در مرکز کهکشان مثلث قرار دارد. این ساختار دوتایی، از یک سیاهچاله ستاره‌وار و یک ستاره ستاره تشکیل‌شده است. سیاهچاله ستاره‌وار این ساختار، بزرگترین سیاهچالهٔ ستاره‌وار است. جرم کل این سیستم ۸۵٫۷ برابر جرم خورشید است.